# 聖ペドロ・ノラスコの幻視
『聖ペドロ・ノラスコの幻視』（せいペドロ・ノラスコのげんし、西: Visión de san Pedro Nolasco, 英: The Vision of Saint Peter Nolasco）は、スペインのバロック絵画の巨匠フランシスコ・デ・スルバランが1629年にキャンバス上に油彩で制作した絵画である。13世紀にメルセダリオス・カルサードス会をスペインに設立した聖ペドロ・ノラスコを主題としており、本来、本作は彼を描いた22点の連作に含まれていた。1808年に絵画はセビーリャ大聖堂のマヌエル・ロペス・セペロ司祭により購入され、1821年に彼は自身のコレクションとともに国王フェルナンド7世に譲渡した。現在、マドリードのプラド美術館に所蔵されている。

## 作品

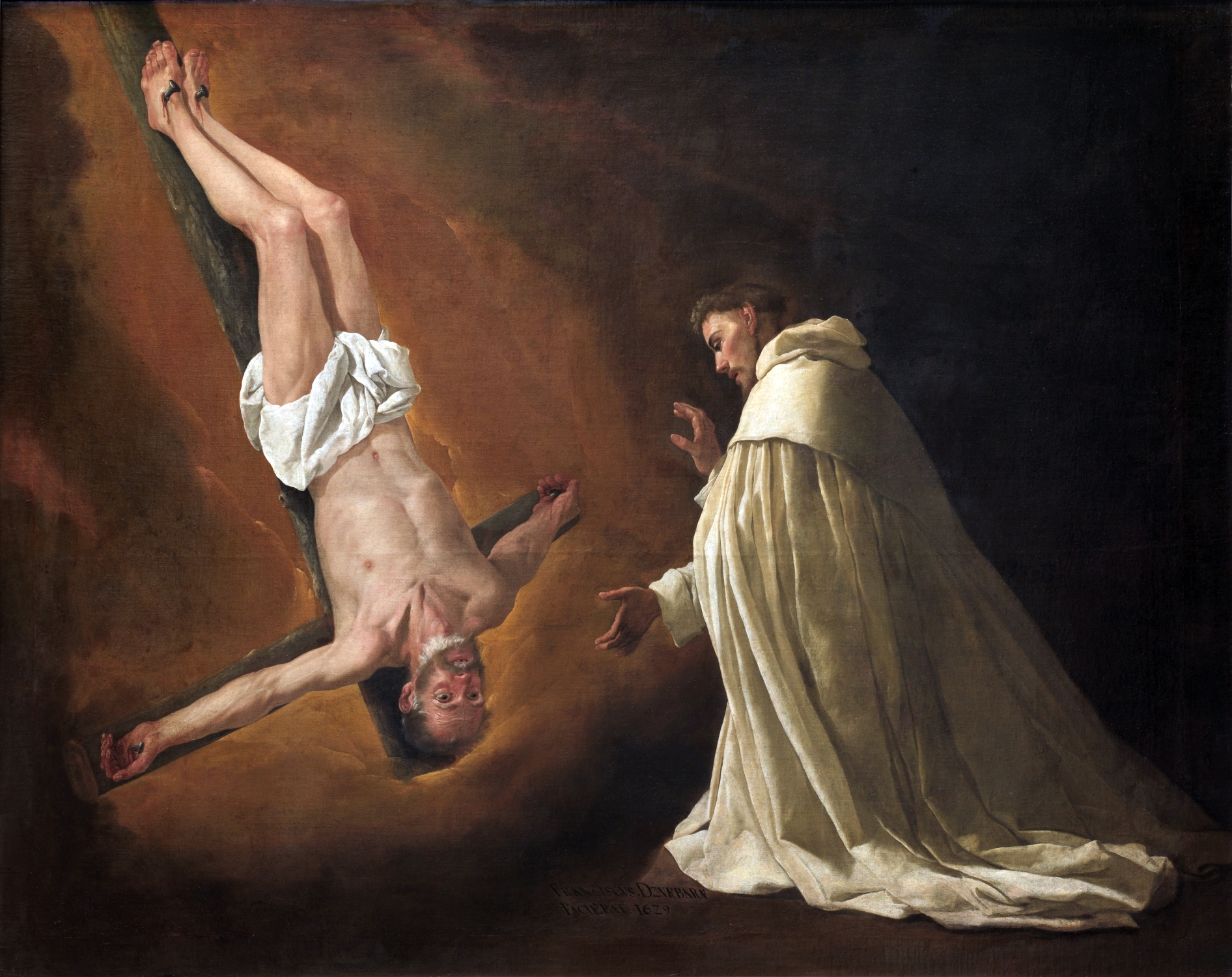
スルバラン『聖ペドロ・ノラスコに現れる聖ペテロ』プラド美術館

上記の連作は、ノラスコの幻視を描いたものと彼の生涯にまつわるものに大別されるが、本作は対になる『聖ペドロ・ノラスコに現れる聖ペテロ 』 (プラド美術館) とともに幻視を題材としたものである。両作は、ともにメルセダリオス・カルサードス修道会（メルセド騎士団、レコンキスタの時期にイスラムの所有者に捕えられていたキリスト教徒の奴隷を買い戻した）がメルセダリオス・カルサードス修道院 (現在のセビーリャ美術館)  のために、メルセダリオス・カルサードス会と修道院を設立したペドロ・ノラスコが教皇ウルバヌス8世から列聖された年に委嘱された。メルセダリオス・カルサードスリオス・カルサードス修道会はまた、ペドロ・ノラスコの列聖の折に他の20点の絵画も委嘱したが、本作と対作品に加えて9点が現存するのみである。
本作では、メルセダリオス・カルサードス修道会を静穏な精神性を持つものとするスルバランの解釈にしたがってペドロ・ノラスコの超自然的な奇蹟が激しいコントラストなしに率直な方法で描かれている。ペドロ・ノラスコは『黙示録』にある天国のエルサレムを夢見ているところである。エルサレムは画面上部左側にあり、ペドロ・ノラスコの右側にいる天使によって指し示されている。エルサレムは門のある城塞都市として着想され、跳ね橋には多くの人が行き来している。おそらく依頼主の要請で、ペドロ・ノラスコは白くなった髪の毛と髭のある、若い修道士の規範となるべき壮年の人物として描かれている。